# 1588

## Събития
- Английския флот разбива испанската „Непобедима Армада“

## Родени
- 5 април – Томас Хобс, английски философ
- 15 април – Клавдий Салмазий, френски лингвист и учен
- 2 май – Етиен Паскал, френски любител-математик
- 8 септември – Марен Мерсен, Френски математик

## Починали
- 19 април – Паоло Веронезе, италиански художник
- 17 юли – Синан, османски архитект